# 龙克
龙克（法語：Roncq，法語發音：[ʁɔ̃k]）是法国上法蘭西大區北部省的一个市镇，位于该省中部偏北，属于里尔区和里尔欧洲都会区。

## 地理
龙克（50°45'13"N, 3°7'13"E）面积10.59 平方千米，位于法国上法蘭西大區北部省，该省份为法国最北部的省份及最长的省份，西北濒北海，西接加来海峡省，南至埃纳省和索姆省，东与比利时接壤。
与龙克接壤的市镇（或旧市镇、城区）包括：圖爾寬、邦迪、布斯贝克、阿吕安、兰塞勒、费兰地区讷维尔。
龙克的时区为UTC+01:00、UTC+02:00（夏令时）。

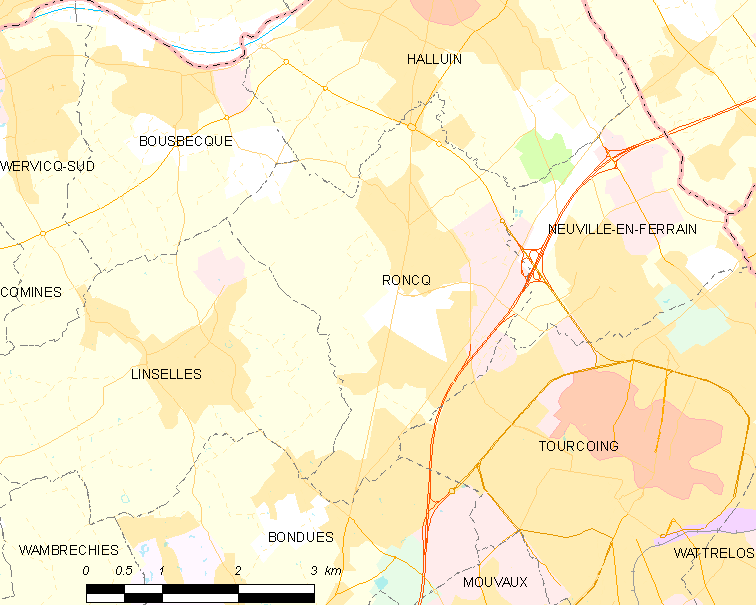
龙克的OSM定位图

## 行政
龙克的邮政编码为59223，INSEE市镇编码为59508。

## 政治
龙克所属的省级选区为图尔宽第一县。

## 人口

1962-2008年间龙克人口变化图示

龙克于2022年1月1日时的人口数量为13873人。